# ساحل آمالفی
ساحل آمالفی (ایتالیایی: Costiera amalfitana) خط ساحلی در جنوب ایتالیا مشرف به دریای تیرنی و خلیج سالرنو است که در جنوب شبه‌جزیره سورنتین و شمال ساحل سیلنتان واقع شده‌است.
این ساحل که در سرتاسر جهان به دلیل چشم‌اندازهای مدیترانه‌ای و تنوع طبیعی آن شناخته می‌شود، نام شهر آمالفی را برگرفته است که مرکز اصلی تاریخی و سیاسی آن است. این ساحل یک مقصد بسیار محبوب گردشگری است. ساحل آمالفی در سال ۱۹۹۷ به عنوان میراث جهانی یونسکو ثبت شد.

## تاریخ
در طول قرون ۱۰ تا ۱۱، دوک‌نشین آمالفی در قلمرو ساحل آمالفی، به مرکزیت شهر آمالفی وجود داشت. سواحل آمالفی بعداً توسط شاهزاده سالرنو کنترل شد تا اینکه آمالفی توسط جمهوری پیزا در سال ۱۱۳۷ غارت شد.